# Walter López Castellanos
Walter Alexander López Castellanos (Guatemala; 25 de septiembre de 1980) es un árbitro  de fútbol guatemalteco. Es árbitro internacional FIFA desde el año 2006.

## Carrera
En los comienzos de su trayectoria arbitral, Walter López compartía cancha con su padre, alternando entre el rol de árbitro principal y el de asistente. Esta experiencia conjunta no solo fortaleció el vínculo entre ambos, sino que le permitió absorber valiosas lecciones directamente de quien consideraba su mayor referente. López ha señalado en varias ocasiones que la influencia de su padre fue clave en su formación y que muchos de esos aprendizajes siguen presentes en su desempeño actual.
El verdadero punto de inflexión en su carrera llegó en 2006, cuando fue incluido en la lista de árbitros internacionales de la FIFA. Este nombramiento le abrió la puerta a competiciones de alto nivel, tanto a nivel continental como mundial. Desde entonces, ha estado al frente de numerosos encuentros relevantes organizados por FIFA y la Concacaf.
Uno de los momentos más destacados de su carrera ocurrió en 2011, al ser convocado para la Copa Mundial Sub-20 celebrada en Colombia, su primera participación en una cita mundialista. Años más tarde, en 2014, su reputación internacional creció aún más cuando fue designado para dirigir la final del Mundial de Clubes entre el Real Madrid y San Lorenzo. Ese mismo año también fue parte del cuerpo arbitral en la Copa Mundial de Brasil, donde actuó como árbitro asistente.
López ha sido una presencia constante en varias ediciones de la Copa Oro de la Concacaf, llegando incluso a impartir justicia en partidos decisivos, como finales. En 2023, asumió la responsabilidad de arbitrar la final de la Liga de Campeones de la Concacaf, un reconocimiento a su experiencia y profesionalismo.
En el ámbito local, ha dejado huella en la Liga Nacional de Guatemala, siendo designado para partidos de alta exigencia. Su firmeza, conocimiento del reglamento y conducta ejemplar lo han consolidado como uno de los árbitros más respetados tanto dentro como fuera del país.

## Final de liga de Campeones de Concacaf  2023
Ha participado en los siguientes torneos:
- Leagues Cup
- Liga de Campeones de la Concacaf
- Liga Concacaf
- Campeonato Sub-20 de la Concacaf de 2009
- Copa de Oro de la Concacaf 2009
- Copa del Caribe de 2010
- Copa de Oro de la Concacaf 2011
- Copa Centroamericana 2011
- Copa Mundial de Fútbol Sub-20 de 2011
- Copa Mundial de Fútbol Sub-20 de 2013
- Copa Centroamericana 2013
- Copa Centroamericana 2014
- Copa Mundial de Clubes de la FIFA 2014
- Copa Mundial de Fútbol de 2014
- Copa de Oro de la Concacaf 2015
- Juegos Olímpicos 2016
- Copa de Oro de la Concacaf 2017
- Copa Centroamericana 2017
- Copa Mundial de Fútbol Sub-20 de 2017
- Clasificación de Concacaf para la Copa Mundial de 2018
- Campeonato Sub-17 de la Concacaf de 2019
- Copa de Oro de la Concacaf 2019
- Liga de Naciones de la Concacaf 2019-20
- Clasificación de Concacaf para la Copa Mundial de 2022
- Campeonato Sub-20 de la Concacaf de 2022
- Liga de Naciones de la Concacaf 2022-23
- Copa de Oro de la Concacaf 2023
- Copa Centroamericana de Concacaf 2023
- Liga de Naciones de la Concacaf 2023-24
- Liga de Naciones de la Concacaf 2024-25